# ستيليوس إيوانو
ستيليوس إيوانو مواليد 28 يوليو 1987 في ماروسي، أثينا، هو لاعب كرة سلة يوناني سابق. بدأ مسيرته الاحترافية في سنة 2004. حمل الرقم 14. يبلغ طوله 6 قدم 7 بوصة (2.0 م). لعب مع نادي بانيونيس لكرة السلة ونادي بانلفسينياكوس لكرة السلة.

## روابط خارجية
- ستيليوس إيوانو على موقع كرة السلة الأوروبية.كوم (الإنجليزية)
- ستيليوس إيوانو على موقع DraftExpress.com (الإنجليزية)
- ستيليوس إيوانو على موقع بروبوليرز (الإنجليزية)